# Auvinen
Auvinen är en ö i Finland. Den ligger i sjön Laakajärvi och i kommunen Kajana i den ekonomiska regionen  Kajana ekonomiska region  och landskapet Kajanaland, i den centrala delen av landet, 400 km norr om huvudstaden Helsingfors. Öns area är omkring 440 kvadratmeter och dess största längd är 40 meter i öst-västlig riktning.